# Tetragnatha australis
Tetragnatha australis är en spindelart som först beskrevs av Cândido Firmino de Mello-Leitão 1945.  
Tetragnatha australis ingår i släktet sträckkäkspindlar och familjen käkspindlar. Inga underarter finns listade i Catalogue of Life.